# Weave
Weave (Eigenschreibweise: WEAVE) war ein deutsches Webdesign-Magazin für Entwickler und Gestalter interaktiver Medien. Die Zeitschrift war eine Produktlinienerweiterung (Line Extension) von Page, einer Zeitschrift für Design, Medien und Werbung. Im Juni 2009 wurde die Erstausgabe der Weave als Beilage der Page herausgegeben. Seit September 2009 erschien Weave alle zwei Monate als eigenständige Publikation.
Das Layout der Weave wurde vom um neue Mitarbeiter erweiterten Team der Page entwickelt. Chefredakteurin war Gabriele Günder, die seit 1998 für die Page verantwortlich war. Es gab feste Redakteure und freie Autoren aus der Praxis.
Der Name Weave wurde gewählt, da das Magazin den Anspruch erhebt, die Brücke zwischen Auftraggebern, Designern und Programmierern zu schlagen. So spielten neben Designthemen auch technische Aspekte eine Rolle. Auf ein Titelthema wurde verzichtet, stattdessen wurde über ein breites Themenspektrum in den Rubriken „Feed“, „Trends“, „Projects“, „Tutorials“, „Tools“ und „Life“ berichtet.
Ergänzende Quellcodes, Audio- und Videodateien zum Magazin wurden auf der Webseite der Weave bereitgestellt. Die Website sollte nach und nach zu einer Informationsplattform ausgebaut werden und ist ebenfalls in den Online-Auftritt der PAGE integriert worden.
Im Mai 2014 wurde bekannt gegeben, dass Weave nicht weiter als eigene Zeitschrift erscheinen wird und die Inhalte wieder in die Page integriert werden sollen. Die letzte Ausgabe war 02/2014.